# Jicaque de la Flor
Pour les articles homonymes, voir Tol (homonymie).
Le jicaque de la Flor ou jicaque oriental ou tol est une langue amérindienne, de la famille des langues jicaques parlée au Honduras.

## Histoire
La langue est parlée dans la petite communauté de la Montaña de la Flor, située dans le département de Morazán, près d'Orica. Selon Campbell et Oltrogge, seuls quelques locuteurs âgés vivaient encore en 1980.
La langue était aussi parlée, au XIXe siècle, dans le département de Yoro. La variété parlée dans ce département était presque identique à celle de la Flor. Les habitants de la Montaña de la Flor sont originaires de Yoro. Leurs ancêtres ont fui Yoro en 1865, à une époque où le travail forcé pour les Amérindiens avait été rétabli, et ils se sont établis dans cette région isolée.

## Classification
Le jicaque d'El Palmar est une deux langues jicaques, aussi appelées langues tol, avec le jicaque parlé à El Palmar.

## Écriture
| a | c | cj | cꞌ | e | i | j | l | m | n | n̈ | o | p | pj | pꞌ | q | qj | qꞌ | s | t | tj | tꞌ | ts | tsj | tsꞌ | u | ü | v | w | y | ꞌ |